# Miley Cyrus
Miley Ray Cyrus (ur. 23 listopada 1992 we Franklin jako Destiny Hope Cyrus) – amerykańska piosenkarka, aktorka, kompozytorka, autorka tekstów, producentka muzyczna, producentka filmowa, reżyserka i filantropka. Laureatka trzech nagród Grammy, jednej Brit i trzech MTV Video Music Awards.
Zadebiutowała rolą Miley Stewart / Hannah Montany w młodzieżowym serialu telewizyjnym Hannah Montana (2006–2011) stacji Disney Channel i jego adaptacji filmowej Hannah Montana: Film (2009). Pod fikcyjną postacią Hannah Montany nagrała pięć ścieżek dźwiękowych, z których trzy dotarły do pierwszego miejsca amerykańskiej listy sprzedaży Billboard 200. Równolegle rozpoczęła solową działalność muzyczną z wytwórnią Hollywood Records, z którą wydała trzy albumy studyjne: Meet Miley Cyrus (2007), Breakout (2008) i Can’t Be Tamed (2010), a także minialbum The Time of Our Lives (2009), ponadto wylansowała przeboje takie jak „The Climb” (2009) i „Party in the U.S.A.” (2009). Po zakończeniu prac nad serialem podpisała kontrakt z RCA Records, zainagurowany albumem Bangerz (2013), którego promujący singel „Wrecking Ball” dotarł do pierwszego miejsca amerykańskiego notowania Hot 100. W kolejnych latach wydała albumy Miley Cyrus & Her Dead Petz (2015), Younger Now (2017) i Plastic Hearts (2020) oraz minialbum She Is Coming (2019). Po przeniesieniu do wytwórni Columbia Records wydała album Endless Summer Vacation (2023), za który otrzymała nominację do Grammy za album roku. Promujący go singel „Flowers” był największym przebojem 2023 w skali globalnej i przyniósł jej dwie pierwsze nagrody Grammy, w tym za nagranie roku. W 2025 wydała album Something Beautiful, któremu towarzyszył współreżyserowany przez nią film muzyczny pod tym samym tytułem.
Wystąpiła między innymi w filmach Piorun (2008, dubbing), Ostatnia piosenka (2010) i LOL (2012) oraz serialach Crisis in Six Scenes (2016) i Czarne lustro (2019). Była trenerką talent show The Voice (2016, 2017) i reżyserowała kilka swoich teledysków. Jej działalność filantropijna obejmuje między innymi fundację Happy Hippie Foundation, którą założyła w 2015 w celu wsparcia bezdomnych i społeczności LGBT.

## Wczesne życie
Destiny Hope Cyrus urodziła się 23 listopada 1992 w mieście Franklin w stanie Tennessee. Jej rodzicami są piosenkarz country i aktor Billy Ray Cyrus oraz Leticia Jean „Tish” Cyrus (wówczas pod nazwiskiem rodowym Finley). Ma troje starszego rodzeństwa przyrodniego: Christophera Cody’ego (syna Billy’ego Raya, urodzonego w 1992) oraz Brandi i Trace’a (dzieci Leticii, urodzonych kolejno w 1987 i 1989), a także dwoje młodszego rodzeństwa: Braisona (urodzonego w 1994) i Noah (urodzoną w 2000). Jej matką chrzestną jest piosenkarka Dolly Parton. Rodzice uzasadnili nadanie jej imion Destiny i Hope (w tłumaczeniu na polski Przeznaczenie i Nadzieja) wiarą w osiągnięcie przez nią dużego sukcesu. W dzieciństwie miała przezwisko Smiley, które później zamieniło się w jej przyszłe imię Miley. W 2008 imiona zostały prawnie zmienione na Miley Ray.
W dzieciństwie mieszkała z rodziną w miejscowości Thompson’s Station w Tennessee i uczęszczała do szkoły podstawowej Heritage Elementary School w hrabstwie Williamson. W 2001 Cyrusowie przeprowadzili się do Toronto w Kanadzie, gdzie Billy Ray kręcił serial Doc. W tym samym roku Miley zapragnęła zostać aktorką, zobaczywszy musical Mamma Mia! w Royal Alexandra Theatre. Rodzice zapisali ją na lekcje śpiewu i gry aktorskiej w Armstrong Acting Studio w Toronto. Zadebiutowała jako aktorka niewielkimi rolami w Doc i filmie Tima Burtona Duża ryba (2003). Ponadto wzięła udział w castingu do głównej roli w filmie Rekin i Lava: Przygoda w 3D (2005) i zakwalifikowała się do finału, w którym zrezygnowała. Tish stała się menedżerką córki i załatwiła jej kontrakt z Mitchellem Gossettem z agencji Cunningham Escott Slevin Doherty. Za namową Dolly Parton Cyrus nawiązała również współpracę z Jasonem Moreyem z Morey Management Group, zajmującym się karierą muzyczną. Ponadto zaczął dla niej pracować menedżer finansów ojca.
Cyrus choruje na łagodne, ale powtarzające się zaburzenie rytmu serca o nazwie częstoskurcz nadkomorowy.

## Działalność artystyczna

### 2006–2008:Hannah Montana,Meet Miley CyrusiBreakout

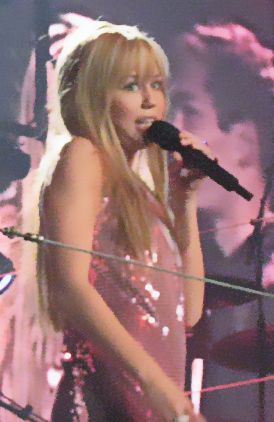
Cyrus jako Hannah Montana podczas koncertu z trasy Best of Both Worlds Tour (2007)

W wieku 11 lat wzięła udział w castingu do serialu Hannah Montana stacji telewizyjnej Disney Channel, opowiadającego o nastolatce, która skrywa w tajemnicy przed światem swoją drugą tożsamość – popularną piosenkarkę. Początkowo ubiegała się o rolę najlepszej przyjaciółki tytułowej bohaterki, jednak otrzymała propozycję wcielenia się w główną postać. Choć producenci najpierw odrzucili ją ze względu na zbyt niski wiek, ostatecznie powierzyli jej rolę ze względu na umiejętności aktorskie i wokalne. Postać otrzymała nazwisko Miley Stewart, a Billy Ray Cyrus został obsadzony w roli ojca Stewart. Premierowy odcinek sitcomu został wyemitowany 24 marca 2006, gromadząc największą widownię telewizyjną w historii pierwszych odcinków seriali Disney Channel, tj. 5,4 mln osób. Już podczas pierwszego sezonu serial stał się drugim najlepiej oglądanym programem w Stanach Zjednoczonych w grupie wiekowej 6–14, ustępując tylko talent show American Idol.
4 kwietnia 2006 ukazała się składanka piosenek pt. Disneymania 4, na której znalazł się cover utworu „Zip-a-Dee-Doo-Dah” w wykonaniu Cyrus. 17 lipca 2006 został wydany utwór „Stand” Cyrusa z gościnnym udziałem jego córki. Od 15 września do 15 października 2006 piosenkarka koncertowała jako support podczas północnoamerykańskiej trasy The Party’s Just Begun Tour girls bandu Cheetah Girls, występując jako Hannah Montana i śpiewając piosenki z serialu.
24 października 2006 wytwórnia Walt Disney Records wydała ścieżkę dźwiękową Hannah Montana z muzyką z serialu. Album, jako pierwszy w historii z muzyką do programu telewizyjnego, zadebiutował na pierwszym miejscu amerykańskiej listy sprzedaży Billboard 200. W samych Stanach jego sprzedaż przekroczyła 3,7 mln egzemplarzy, co przełożyło się na certyfikat potrójnej platyny. Po sukcesie ścieżki dźwiękowej Cyrus podpisała z należącą do The Walt Disney Company wytwórnią Hollywood Records kontrakt na cztery albumy pod własnym nazwiskiem. 26 czerwca 2007 odbyła się premiera podwójnego albumu Hannah Montana 2/Meet Miley Cyrus, na którym pierwszy dysk, Hannah Montana 2, był ścieżką dźwiękową do drugiego sezonu serialu, zaś drugi, Meet Miley Cyrus, debiutanckim albumem studyjnym Cyrus. Wydawnictwo, podobnie jak poprzednie, zadebiutowało na pierwszym miejscu Billboard 200 i pokryło się w Stanach potrójną platyną. Promujący go singel „See You Again” dotarł do 10. miejsca amerykańskiej listy przebojów Hot 100 tygodnika „Billboard”.

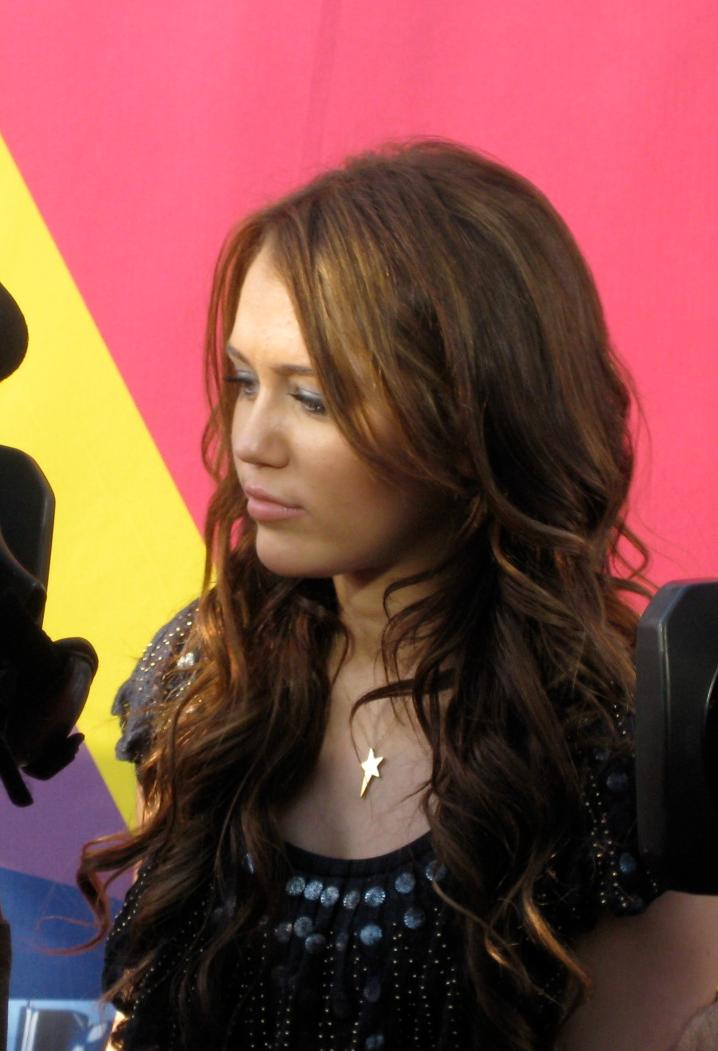
Cyrus podczas gali MTV Video Music Awards 2008

17 sierpnia 2007 na Disney Channel odbyła się premiera filmu High School Musical 2, w którym Cyrus wystąpiła w roli cameo. Zaraz po nim został wyemitowany odcinek Hannah Montany, który zgromadził największą widownię w historii seriali amerykańskiej telewizji kablowej. 10 października 2007 ukazał się „Ready, Set, Don’t Go”, pierwszy singel Cyrus pod własnym nazwiskiem, który nagrała w duecie z ojcem. 18 października 2007 piosenkarka wyruszyła w swoją pierwszą trasę koncertową Best of Both Worlds Tour. Przez pierwszą część każdego koncertu występowała jako Hannah Montana, prezentując muzykę z serialu, a w drugiej wykonywała własne utwory. Trasa trwała do 31 stycznia 2008, obejmując występy w Stanach Zjednoczonych i kanadyjskim Toronto. Bilety na każdy z koncertów zostały wyprzedane w kilka minut, a ostateczny dochód brutto przekroczył 54 mln dolarów amerykańskich.
1 lutego 2008 do kin wszedł film koncertowy Hannah Montana & Miley Cyrus: Best of Both Worlds Concert, z którego dochód przekroczył 70 mln dol., co było rekordem spośród wszystkich dotychczasowych koncertów kinowych. 11 marca 2008 odbyła się premiera albumu koncertowego Best of Both Worlds Concert. 30 marca 2008 Cyrus otrzymała za rolę w Hannah Montanie nagrodę Young Artist Award dla najlepszej młodej aktorki pierwszoplanowej w serialu telewizyjnym. 22 lipca 2008 wydała album pt. Breakout, który zadebiutował na pierwszym miejscu Billboard 200 i rozszedł się w ponad 1,5 mln egzemplarzach w USA. Promujący go singel „7 Things” zajął dziewiąte miejsce na Hot 100. 17 listopada 2008 na ekrany kin wszedł film animowany Piorun, w którym Cyrus wystąpiła w roli dubbingowej jako Penny. Ponadto wraz z Johnem Travoltą nagrała na potrzeby produkcji utwór „I Thought I Lost You”, dzięki któremu została nominowana do Złotego Globa za najlepszą piosenkę.

### 2009–2012:The Time of Our Lives,Can’t Be Tamedi skupienie na aktorstwie

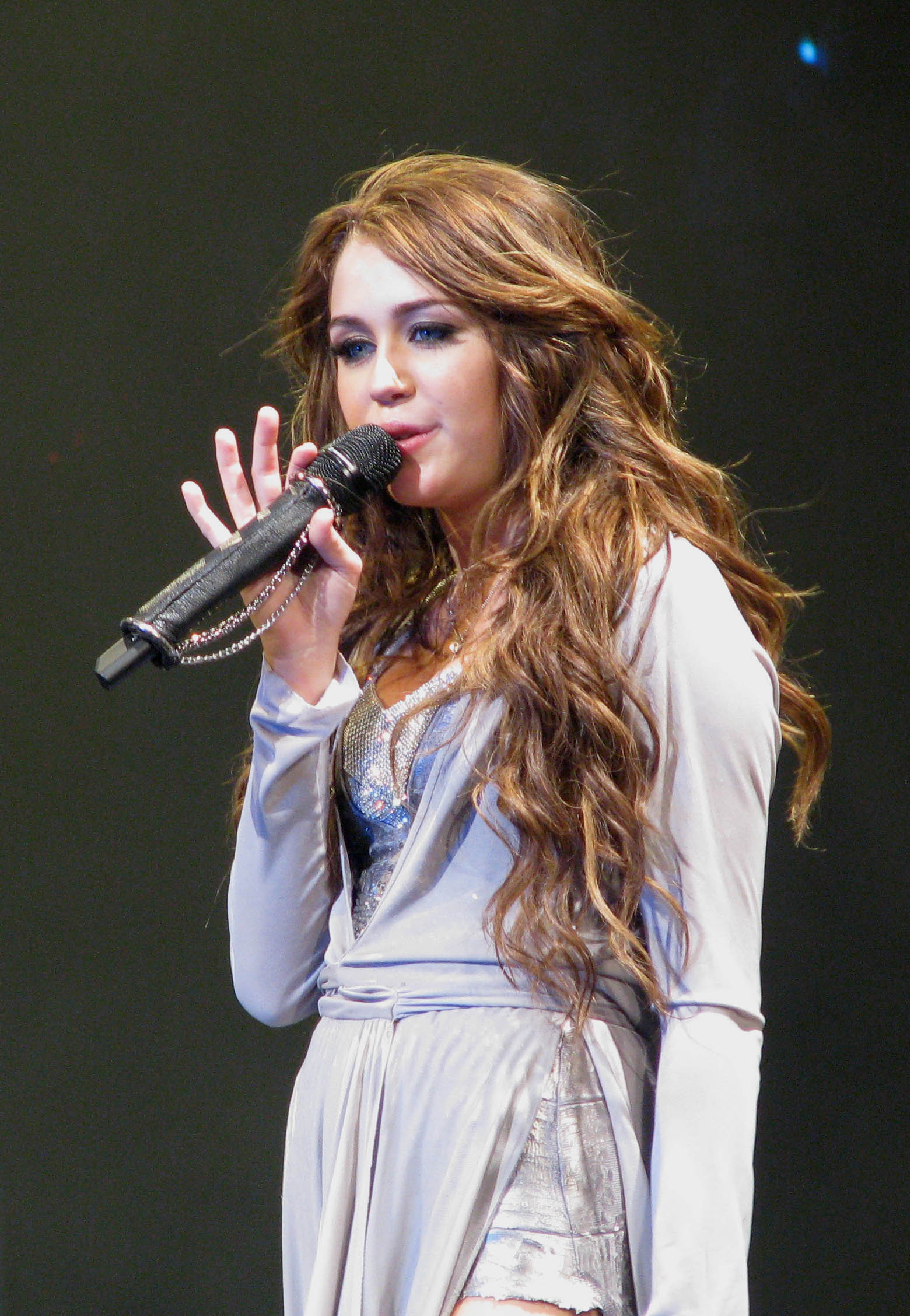
Cyrus podczas koncertu z trasy Wonder World Tour (2009)

19 stycznia 2009 wystąpiła podczas koncertu Kids’ Inaugural: We Are the Future, zorganizowanego w Waszyngtonie przez Michelle Obamę z okazji zaprzysiężenia Baracka Obamy na prezydenta Stanów Zjednoczonych. 3 marca 2009 wydała napisaną wspólnie z Hilary Liftin książkę autobiograficzną Droga do sławy. 10 kwietnia 2009 odbyła się premiera filmu kinowego Hannah Montana: Film, który przyniósł ponad 155 mln dol. dochodu. Na ścieżce dźwiękowej do produkcji, która dotarła do pierwszego miejsca notowania Billboard 200, znalazły się głównie utwory Cyrus, częściowo pod własnym nazwiskiem, a częściowo jako Hannah Montana. Wówczas 16-letnia piosenkarka stała się pierwszym wykonawcą w historii, którego cztery albumy osiągnęły pierwsze miejsce amerykańskiej listy sprzedaży. Promujący album singiel „The Climb” dotarł do czwartego miejsca na Hot 100 i przez 15 tygodni zajmował pierwszą pozycję listy Adult Contemporary „Billboardu”.
12 czerwca 2009 odbyła się premiera albumu Lines, Vines and Trying Times zespołu Jonas Brothers, na którym Cyrus zaśpiewała gościnnie w utworze „Before the Storm”. 6 lipca 2009 została wydana ścieżka dźwiękowa Hannah Montana 3 do trzeciego sezonu serialu. W sierpniu 2009 do sprzedaży w sieci sklepów Walmart trafiła kolekcja ubrań sygnowana nazwiskiem Cyrus. 28 sierpnia 2009 piosenkarka wydała minialbum pt. The Time of Our Lives. Promujący go singel „Party in the U.S.A.” dotarł do drugiego miejsca listy Hot 100 i pokrył się diamentową płytą za osiągnięcie progu 10 mln sprzedanych egzemplarzy w USA. Od 14 września do 29 grudnia 2009 Cyrus odbyła swoją pierwszą trasę koncertową niezwiązaną z Hannah Montaną, Wonder World Tour, obejmującą Stany Zjednoczone, Wielką Brytanię i Irlandię. Dochód z koncertów przekroczył 67 mln dol.. 7 grudnia 2009 Cyrus wystąpiła dla brytyjskiej rodziny królewskiej podczas dorocznej gali Royal Variety Performance.

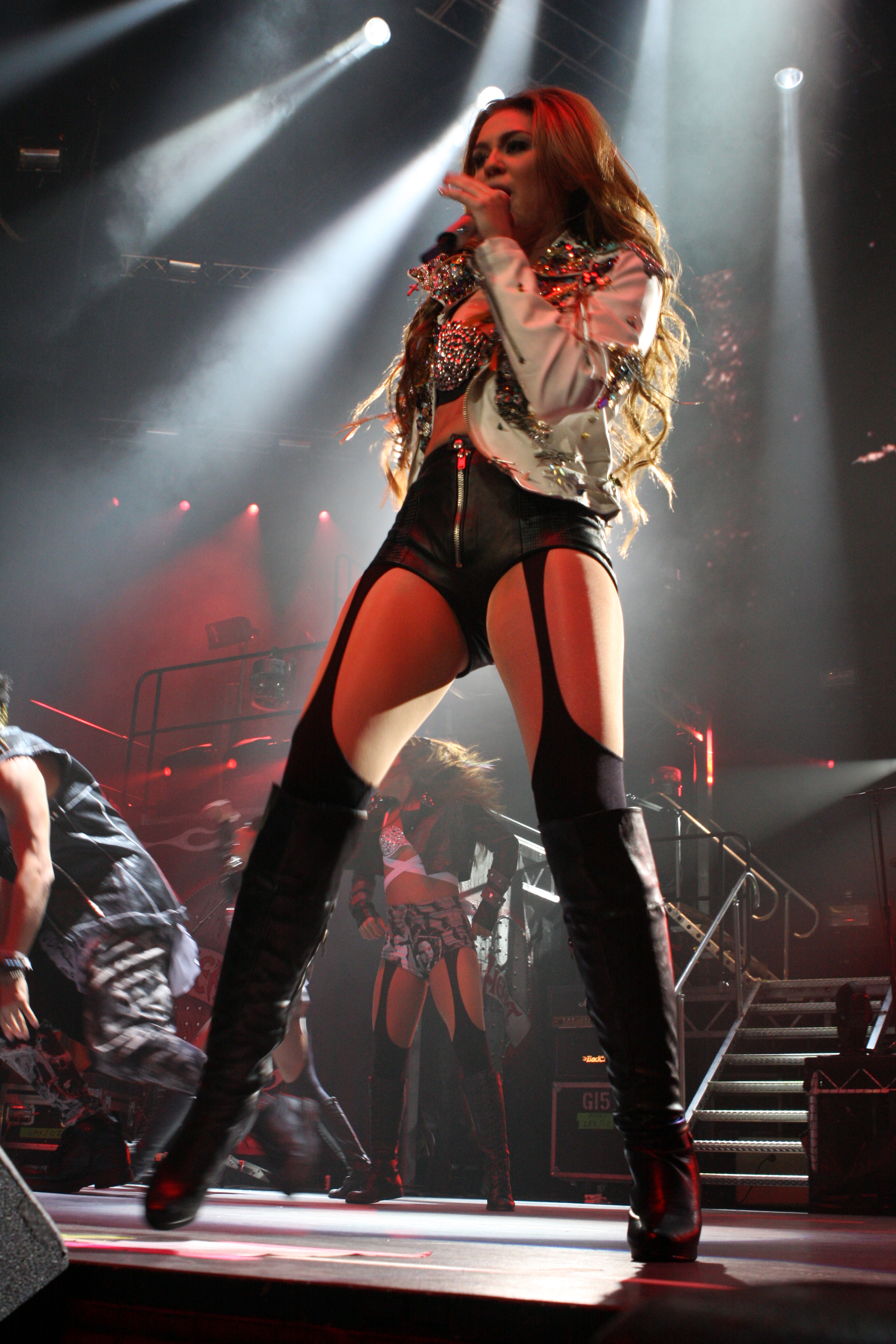
Cyrus podczas koncertu z trasy Gypsy Heart Tour (2011)

2 marca 2010 ukazał się singiel „Nothing to Lose” Breta Michaelsa z gościnnym udziałem Cyrus. 31 marca 2010 odbyła się premiera melodramatu Ostatnia piosenka, w którym Cyrus zagrała u boku Liama Hemswortha główną rolę. Mimo negatywnego odbioru ze strony krytyków, film przyniósł niemal 90 milionów dolarów dochodu. Na jego ścieżce dźwiękowej znalazły się dwa utwory w wykonaniu Cyrus: „When I Look at You” i „I Hope You Find It”. 27 maja 2010 odbyła się premiera filmu Seks w wielkim mieście 2, w którym Cyrus zagrała samą siebie w roli cameo. Kolejno 29 maja i 6 czerwca 2010 wystąpiła jako główna gwiazda festiwali Rock in Rio w Lizbonie i Madrycie. 18 czerwca 2010 wytwórnia Hollywood Records wydała Can’t Be Tamed, ostatni z czterech albumów, na który Cyrus podpisała kontrakt. Wydawnictwo zadebiutowało na trzecim miejscu listy Billboard 200, a promujący je singel pod tym samym tytułem dotarł do ósmego miejsca na Hot 100. W dniu premiery albumu stacja ABC wyemitowała film koncertowy Miley Cyrus: Live from London, nagrany podczas występów piosenkarki w londyńskiej O2 Arenie podczas trasy Wonder World Tour. 20 czerwca 2010 Cyrus poprowadziła kanadyjską galę MuchMusic Video Awards 2010. 15 października 2010 odbyła się premiera ścieżki dźwiękowej Hannah Montana Forever do czwartego sezonu Hannah Montany, a 16 stycznia 2011 został wyemitowany finałowy odcinek serialu.
5 marca 2011 poprowadziła odcinek programu Saturday Night Live. W tym samym miesiącu ogłosiła dłuższą przerwę od muzyki celem skupienia się na karierze aktorskiej. Od 29 kwietnia do 2 lipca 2011 odbyła trasę koncertową Gypsy Heart Tour, jednak jeszcze przed jej rozpoczęciem oświadczyła, że nie czuje się komfortowo, występując w USA, więc pominie je podczas trasy. Koncerty objęły Amerykę Łacińską, gdzie Cyrus występowała głównie na stadionach, Filipiny i Australię. Dochód z trasy przekroczył 26 mln dol. W 2012 zostały wydane dwa filmy z Cyrus w rolach głównych: LOL i Tajna agentka. Oba zebrały głównie negatywne recenzje. Ponadto Cyrus pojawiła gościnnie w dwóch odcinkach serialu Dwóch i pół. W tym samym roku artystka zamieściła w serwisie YouTube serię pt. The Backyard Sessions, zawierającą jej występy na żywo z coverami ulubionych utworów, a także pojawiła się w utworze „You’re Gonna Make Me Lonesome When You Go” na kompilacji Chimes of Freedom: The Songs of Bob Dylan i zaśpiewała w singlu „Decisions” producenta Borgore.

### 2013–2015:BangerziMiley Cyrus & Her Dead Petz

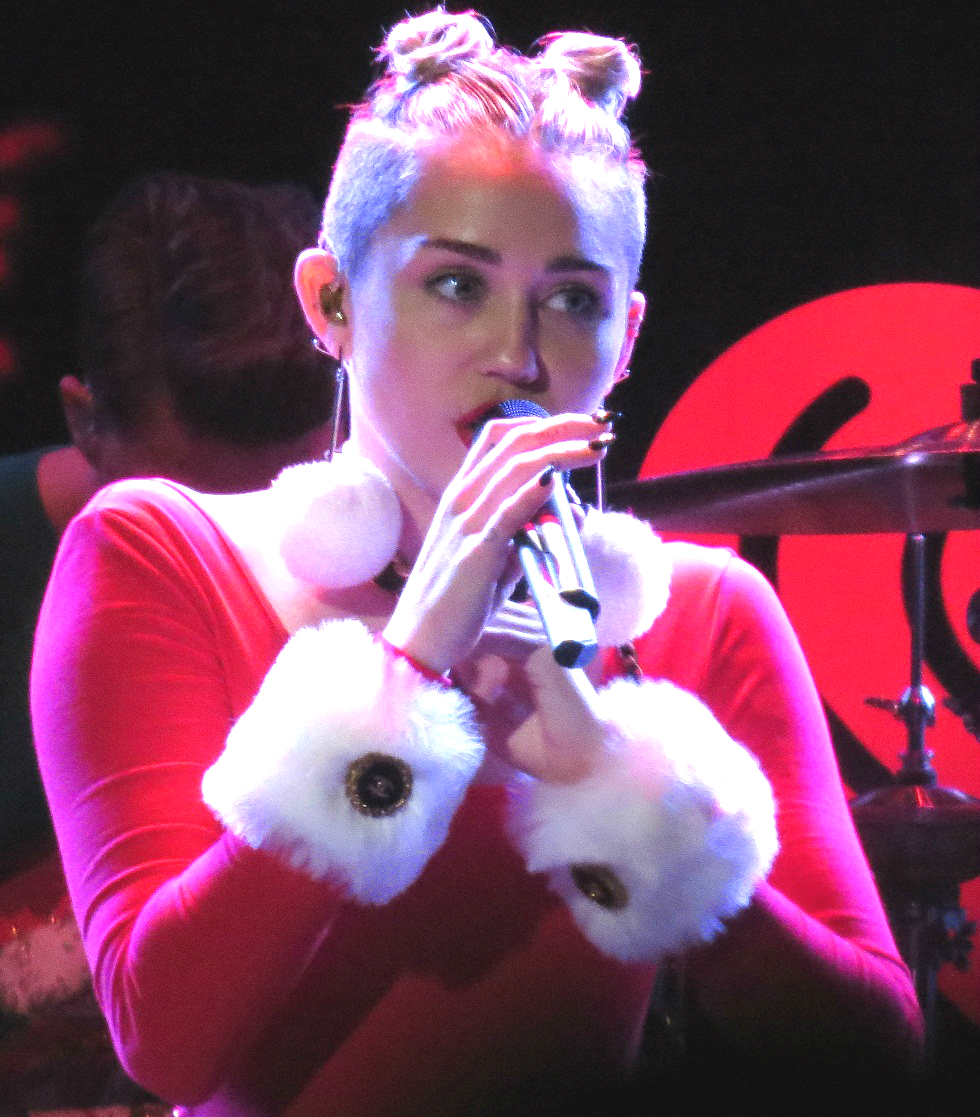
Cyrus podczas koncertu 93.3 FLZ Jingle Ball w Tampie (2013)

W 2013 podpisała kontrakt płytowy z wytwórnią RCA Records i zatrudniła jako menedżera Larry’ego Rudolpha, reprezentującego także Britney Spears. Rozpoczęła ponadto nagrania kolejnego albumu, nawiązując współpracę m.in. z Mike Will Made It, Dr. Lukiem i Pharrellem Williamsem. W wywiadzie zdradziła, że nadchodzącą płytę należy traktować jako jej debiut, ponieważ nie utożsamia się z muzyką nagrywaną za czasów Hannah Montany. Jeszcze przed premierą wydawnictwa ukazały się single z jej gościnnym udziałem: „Ashtrays and Heartbreaks” Snoop Liona (4 kwietnia), „Fall Down” will.i.ama (16 kwietnia) oraz „23” Mike Will Made It (10 września), gdzie gościnnie pojawili się również Wiz Khalifa i Juicy J. Cyrus i Justin Bieber zaśpiewali także w niewydanej piosence Lil Twista „Twerk”.
3 czerwca 2013 odbyła się premiera pierwszego singla z nadchodzącego albumu, „We Can’t Stop”. Utwór odniósł sukces komercyjny na całym świecie, docierając w wielu krajach do pierwszych dziesiątek list przebojów. Jako pierwszy w karierze Cyrus zajął czołowe miejsce brytyjskiego notowania UK Singles Chart, a w USA dotarł do drugiego miejsca na Hot 100. Teledysk do singla pobił dwa rekordy serwisu Vevo – największej liczby wyświetleń w pierwszej dobie (10,7 mln) oraz najszybszego czasu od premiery do zyskania certyfikatu Vevo za 100 mln odtworzeń (37 dni). W USA singiel pokrył się pięciokrotną platyną.
25 sierpnia 2013 Cyrus zaśpiewała „We Can’t Stop” oraz, w duecie z Robinem Thicke, „Blurred Lines” podczas gali MTV Video Music Awards 2013. Szeroko krytykowany w mediach występ był najczęściej komentowanym wydarzeniem w historii serwisu Twitter (ponad 306 tys. wpisów na minutę). W dniu gali Cyrus wydała kolejny singel, „Wrecking Ball”, który – podobnie jak „We Can’t Stop” – osiągnął sukces komercyjny na całym świecie, docierając do pierwszych miejsc list między innymi w Stanach Zjednoczonych (na Hot 100), Wielkiej Brytanii czy Kanadzie. Utwór pokrył się siedmiokrotną platyną w USA, a dzięki teledyskowi do „Wrecking Ball” Cyrus ponownie pobiła rekord wyświetleń przez pierwsze 24 godziny w serwisie Vevo.

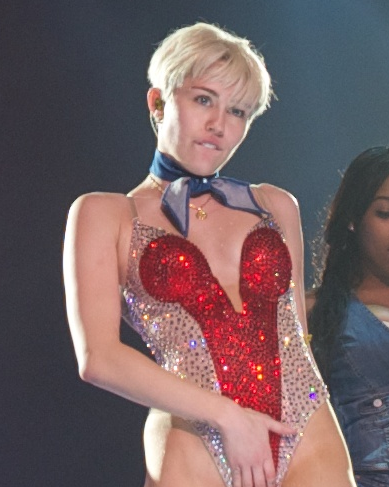
Cyrus podczas koncertu z trasy Bangerz Tour (2014)

30 września 2013 wydała album studyjny pt. Bangerz, a 2 października 2013 stacja MTV wyemitowała poświęcony jego powstaniu film dokumentalny Miley: The Movement. Płyta zadebiutowała na pierwszych miejscach list sprzedaży m.in. w USA, Wielkiej Brytanii, Australii i Kanadzie. Do lutego 2014 sprzedała się w USA w nakładzie 1 mln egzemplarzy, a do 2018 w 3 mln, dzięki czemu pokryła się potrójną platyną. Cyrus ponadto zdobyła za Bangerz nominację do nagrody Grammy za najlepszy popowy album wokalny. Kolejno 5 i 26 listopada 2013 ukazały się dwa single nagrane przez Cyrus z innymi artystami: „Real and True” z Futurem i Mr Hudsonem oraz „Feelin’ Myself” z will.i.amem, French Montaną, Wizem Khalifą i DJ Mustardem. 10 listopada 2013 otrzymała dwie nagrody na gali Europejskich Nagród Muzycznych MTV 2013, zaś w grudniu 2013 wzięła udział w amerykańskiej serii koncertów świątecznych Jingle Ball.
W styczniu 2014 wystąpiła w kampanii reklamowej projektanta mody Marca Jacobsa i zagrała koncert z serii MTV Unplugged, podczas którego gościnnie zaśpiewała Madonna. 14 lutego 2014 wyruszyła w trasę koncertową Bangerz Tour. Jej pierwszy, północnoamerykański etap, został przerwany w kwietniu ze względu na silną reakcję alergiczną artystki. Po kilku tygodniach hospitalizacji Cyrus rozpoczęła serię występów w Europie, następnie wznowiła trasę po USA, a do 23 października 2014 zagrała koncerty w Ameryce Łacińskiej, Nowej Zelandii i Australii. Ostatecznie dochód z trasy wyniósł około 63 mln dol.
24 sierpnia 2014 Cyrus odebrała na gali MTV Video Music Awards 2014 nagrodę w kategorii teledysk roku za „Wrecking Ball”. Za kulisami ceremonii oświadczyła w wywiadzie, że zamierza skupić się na muzyce, a nie związanym z nią widowiskiem, a jej nowe nagrania będą reprezentować psychodelię. Nawiązała współpracę z zespołem The Flaming Lips, której owocem był gościnny występ na wydanym 27 października 2014 With a Little Help from My Fwends, ich tribute albumie dla Sgt. Pepper’s Lonely Hearts Club Band grupy The Beatles.

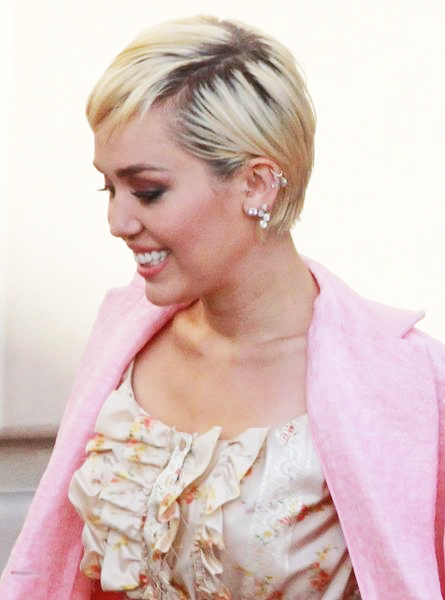
Cyrus podczas gali Rock and Roll Hall of Fame (2015)

15 lutego 2015 wystąpiła w programie Saturday Night Live 40th Anniversary Special z okazji 40-lecia Saturday Night Live. 30 sierpnia 2015 poprowadziła galę MTV Video Music Awards 2015, którą zakończyła niezapowiedzianym wykonaniem premierowej piosenki „Dooo It!”. Bezpośrednio po występie w serwisie SoundCloud został zamieszczony jej nowy album Miley Cyrus & Her Dead Petz, przy którego udziału w produkcji ani wydaniu nie miała wytwórnia Cyrus, RCA Records, która dopiero w 2017 rozpoczęła jego odpłatną dystrybucję. Nagrania zostały przygotowane głównie we współpracy z The Flaming Lips. 14 września 2015 Cyrus wydała utwór „Hands of Love”, napisany przez Lindę Perry i nagrany na potrzeby filmu Tytuł do praw. Od 19 listopada do 19 grudnia 2015 odbyła trasę koncertową Milky Milky Milk Tour, podczas której na scenie towarzyszyli jej The Flaming Lips. Trasa objęła teatry w siedmiu miastach USA i kanadyjskim Vancouver. Kolejno 20 listopada i 4 grudnia 2015 ukazały się dwa filmy, w których Cyrus zagrała siebie samą w rolach cameo: Cicha noc i A Very Murray Christmas.

### 2016–2020:Younger Now,She Is ComingiPlastic Hearts
W 2016 pojawiła się w roli doradcy uczestników w 10. edycji amerykańskiego talent show The Voice, po czym została ogłoszona przez producentów nową trenerką w 11. edycji, tym samym stając się najmłodszym jurorem w całej światowej franczyzie The Voice. Emisja sezonu z jej udziałem rozpoczęła się 19 września 2016. 30 września 2016 na platformie Amazon Prime Video ukazał się miniserial Crisis in Six Scenes, stworzony, napisany i wyreżyserowany przez Woody’ego Allena, z Cyrus w jednej z głównych ról. Produkcja zebrała głównie negatywne recenzje, a sam Allen nazwał ją „katastroficznym błędem”.

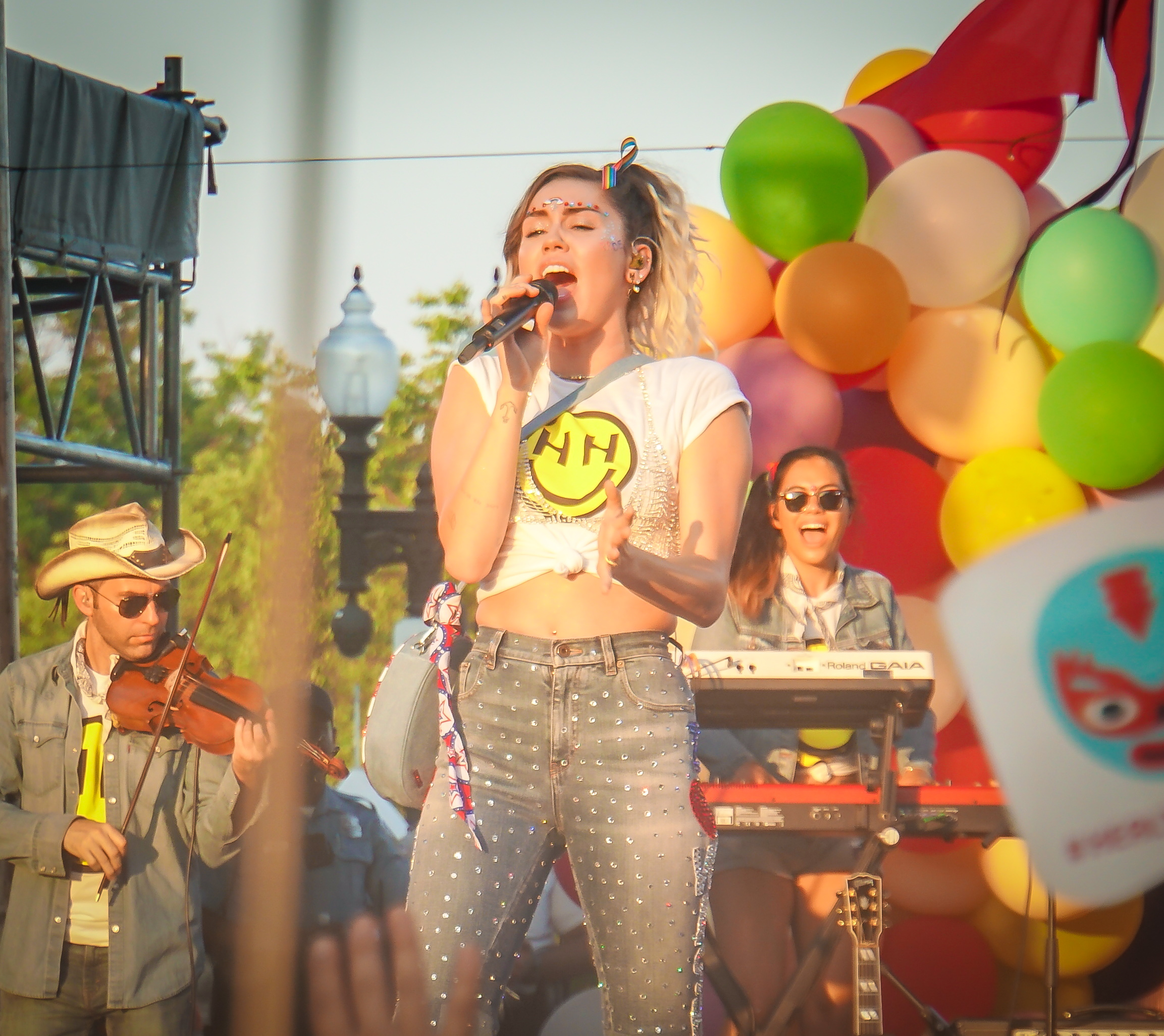
Cyrus podczas Capital Pride Festivalu w Waszyngtonie (2017)

10 kwietnia 2017 odbyła się premiera filmu Strażnicy Galaktyki vol. 2 z franczyzy Filmowego Uniwersum Marvela, w którym Cyrus wystąpiła w dubbingowej roli cameo jako Mainframe. 4 czerwca 2017 artystka była jedną z gwiazd koncertu One Love Manchester, zorganizowanego przez Arianę Grande w Manchesterze w odpowiedzi na zamach terrorystyczny po jej koncercie. 13 sierpnia 2017 otrzymała honorową nagrodę Teen Choice Award za całokształt twórczości. 29 września 2017 wydała swój szósty album pt. Younger Now, który zadebiutował na piątym miejscu listy Billboard 200 i pokrył się podwójną platyną w USA, a promujący go singel „Malibu” dotarł do 10. miejsca listy Hot 100. Cyrus powróciła jako trenerka The Voice w 13. edycji, emitowanej jesienią i zimą 2017.
28 stycznia 2018 wystąpiła z Eltonem Johnem podczas 60. ceremonii wręczenia nagród Grammy, a 24 marca 2018 zaśpiewała „The Climb” podczas demonstracji March for Our Lives w Waszyngtonie. 6 kwietnia 2018 ukazały się dwa tribute albumy poświęcone Eltonowi Johnowi: Revamp i Restoration, na których znalazły się covery utworów „Don’t Let the Sun Go Down on Me” i „The Bitch Is Back” w wykonaniu Cyrus. Również w 2018 artystka nawiązała współpracę muzyczną z Markiem Ronsonem, której pierwszym owocem był wydany 29 listopada 2018 singel Ronsona „Nothing Breaks Like a Heart” z udziałem Cyrus. Piosenka odniosła sukces komercyjny na świecie, docierając m.in. do drugich miejsc list w Wielkiej Brytanii i Polsce, oraz została nominowana do nagrody Brit w kategorii Utwór roku. W Polsce zajęła szóste miejsce w podsumowaniu piosenek najczęściej odtwarzanych w stacjach radiowych w 2019. 14 grudnia 2018 ukazał się cover utworu „Happy Xmas (War Is Over)” Johna Lennona i Yoko Ono, nagrany przez Ronsona, Cyrus oraz syna oryginalnych wykonawców, Seana Ono Lennona.
28 lutego 2019 został wyemitowany odcinek reality show RuPaul’s Drag Race, w którym Cyrus była gościnną jurorką. W maju 2019 ogłosiła wydanie trzech minialbumów, które miały się złożyć na jej kolejny album studyjny, She Is Miley Cyrus. 31 maja 2019 wydała pierwszy z nich, She Is Coming, który promowała singlem „Mother’s Daughter”. Wiosną i latem 2019 odbyła serię koncertów na festiwalach muzycznych, m.in. na Glastonbury Festivalu w Wielkiej Brytanii. 1 czerwca 2019 dała podczas Orange Warsaw Festivalu w Warszawie swój pierwszy występ w Polsce. 5 czerwca 2019 odbyła się premiera odcinka „Rachel, Jack i Ashley Too” serialu Czarne lustro platformy Netflix, w którym Cyrus wcieliła się w główną rolę piosenkarki Ashley O. Na potrzeby serialu nagrała utwory „On a Roll” i „Right Where I Belong” – covery piosenek „Head Like a Hole” i „Right Where It Belongs” zespołu Nine Inch Nails, wydane 14 czerwca 2019 na wspólnym singlu. 16 sierpnia 2019 wydała premierowy singel „Slide Away”. 13 września 2019 odbyła się premiera utworu „Don’t Call Me Angel”, który nagrała wraz z Arianą Grande i Laną Del Rey na potrzeby filmu Aniołki Charliego.
Wydarzenia z życia prywatnego Cyrus wpłynęły na decyzję o porzuceniu materiału nagranego na potrzeby She Is Miley Cyrus, który nie odzwierciedlał jej aktualnych odczuć. Równocześnie zrezygnowała z wydania dwóch zapowiedzianych minialbumów oraz z zaplanowanego tytułu albumu. 2 października 2020 ukazał się album bożonarodzeniowy Dolly Parton A Holly Dolly Christmas, na którym Cyrus zaśpiewała gościnnie w utworze „Christmas Is”.
27 listopada 2020 wydała swój siódmy album studyjny pt. Plastic Hearts, który nagrała głównie we współpracy z Andrew Wattem i Louisem Bellem i na którym zaśpiewali gościnnie Dua Lipa, Joan Jett, Billy Idol i Stevie Nicks. Album zadebiutował na drugim miejscu listy Billboard 200 i przez sześć tygodni zajmował pierwszą pozycję notowania Top Rock Albums magazynu „Billboard”. Album promowały single „Midnight Sky” i „Prisoner” (w duecie z Duą Lipą), które zajęły kolejno 15. i 12. pozycję na światowej liście przebojów Billboard Global 200.

### Od 2021:Endless Summer VacationiSomething Beautiful

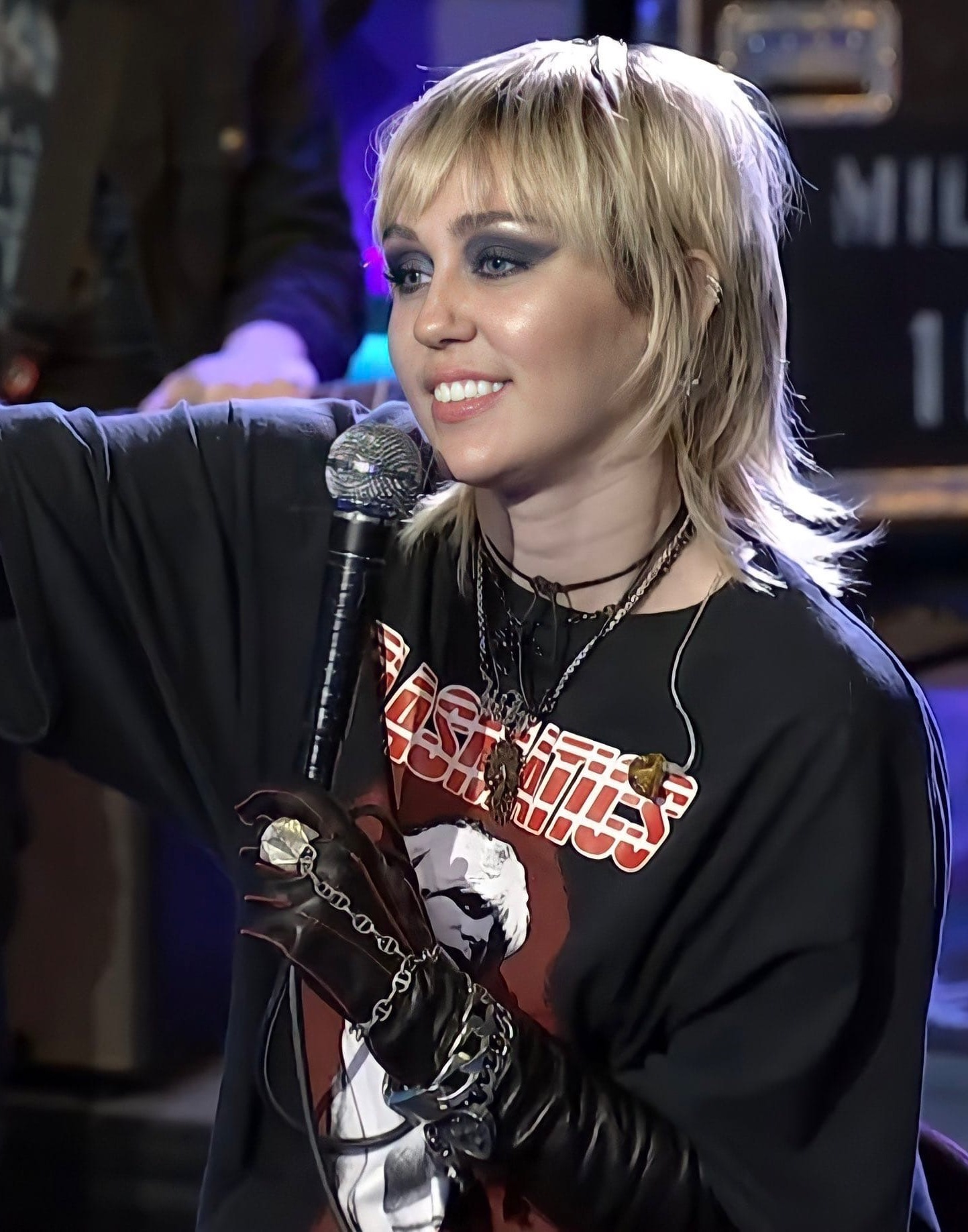
Cyrus w 2020

7 lutego 2021 zagrała w Tampie przygotowany z National Football League i serwisem TikTok koncert dla pracowników służby medycznej, który towarzyszył odbywającemu się w tym samym dniu meczowi Super Bowl LV. 31 marca 2021 otrzymała nominację do nagrody Brit dla artystki zagranicznej. W marcu 2021 podpisała kontrakt muzyczny z wytwórnią Columbia Records. Pierwszym wydawnictwem z nową firmą był remiks singla „Without You” rapera The Kid Laroi z gościnnym udziałem piosenkarki, który dotarł do ósmego miejsca listy Hot 100 „Billboardu” i 10. miejsca ogólnoświatowej Billboard Global 200.
W maju 2021 podpisała umowę z koncernem NBCUniversal w sprawie współpracy artystycznej, obejmującej m.in. trzy programy specjalne z jej udziałem. Pierwszym z nich był koncert Miley Cyrus Presents Stand by You, zagrany w Nashville z okazji miesiąca dumy i zamieszczony 25 czerwca 2021 w serwisie strumieniowym Peacock. 22 czerwca 2021 opublikowała cover utworu „Nothing Else Matters” zespołu Metallica, który nagrała na potrzeby tribute albumu pt. The Metallica Blacklist. Latem oraz jesienią 2021 odbyła serię występów na amerykańskich festiwalach muzycznych, takich jak Austin City Limits, Lollapalooza czy Music Midtown. 17 września 2021 ukazał się album rapera Lil Nas X Montero, na którym Cyrus zaśpiewała w utworze „Am I Dreaming”. 31 grudnia 2021 wzięła udział w sylwestrowym koncercie telewizji NBC w Miami, na którym zaśpiewała i który współprowadziła z Pete’em Davidsonem.
Od 18 do 26 marca 2022 odbyła trasę koncertową Attention Tour, obejmującą występy w Ameryce Południowej, m.in. w ramach festiwalu Lollapalooza. 1 kwietnia 2022 wydała album koncertowy pt. Attention: Miley Live, złożony z nagrań z koncertu w Los Angeles, zagranego 12 lutego 2022. 1 grudnia 2022 telewizja NBC wyemitowała bożonarodzeniowy film telewizyjny Dolly Parton’s Mountain Magic Christmas z Dolly Parton w roli głównej, w którym Cyrus zagrała gościnnie siebie samą. 31 grudnia 2022 po raz drugi z rzędu poprowadziła koncert sylwestrowy NBC, tym razem wspólnie z Parton.
10 marca 2023 wydała ósmy album studyjny, Endless Summer Vacation, który zadebiutował na pierwszych miejscach list sprzedaży między innymi w Wielkiej Brytanii i Australii. Promujący go singel „Flowers” był, według danych International Federation of the Phonographic Industry, najpopularniejszym utworem 2023 roku w skali globalnej. Dwukrotnie pobił w serwisie Spotify rekord największej liczby odsłuchań piosenki w przeciągu tygodnia. Ponadto dotarł do pierwszego miejsca listy Billboard Global 200 i notowań w ponad 35 państwach na świecie, między innymi w Stanach Zjednoczonych, Wielkiej Brytanii, Australii oraz Polsce (listy OLiS – single w streamie i OLiA). W Stanach Zjednoczonych spędził 57 tygodni na szczycie listy Adult Contemporary, co jest najwyższym wynikiem w historii wszystkich list „Billboardu” typu airplay. W 2023 artystka otrzymała 6 nominacji do MTV Video Music Awards (w tym w kategorii teledysk roku), 4 do Europejskich Nagród Muzycznych MTV i 9 do Billboard Music Awards, z których 3 zamieniły się w nagrody. Zagrała drugoplanową rolę dubbingową Van w drugim sezonie serialu animowanego Zasoby ludzkie platformy Netflix, wydanym 9 czerwca 2023. Zaśpiewała gościnnie w nowej wersji własnej piosenki „Wrecking Ball”, nagranej przez Dolly Parton na wydany 17 listopada 2023 album Rockstar.
4 lutego 2024 wykonała „Flowers” podczas 66. ceremonii wręczenia nagród Grammy. W trakcie gali zdobyła dzięki singlowi swoje dwie pierwsze nagrody Grammy w karierze, w kategoriach nagranie roku i najlepszy popowy występ solo. Ponadto była nominowana w 4 innych kategoriach, w tym za album roku (Endless Summer Vacation) i piosenkę roku („Flowers”). Wcieliła się w rolę cameo Tiffany Plastercaster w filmie Żegnajcie laleczki w reżyserii Ethana Coena, którego premiera odbyła się 23 lutego 2024. 1 marca 2024 wydała nagrany w duecie z Pharrellem Williamsem singel „Doctor (Work It Out)”. 2 marca 2024 zdobyła nagrodę Brit za zagraniczną piosenkę roku („Flowers”). 29 marca 2024 ukazał się album Beyoncé Cowboy Carter, na którym wystąpiła gościnnie w utworze „II Most Wanted”. Piosenka, promująca go jako singel, dotarła do pierwszych dziesiątek notowań Billboard Global 200 i Hot 100, ponadto została nagrodzona Grammy w kategorii najlepszy występ country w duecie lub grupie. 17 maja 2024 ukazał się tribute album poświęcony zespołowi Talking Heads, Everyone’s Getting Involved: A Tribute to Talking Heads’ Stop Making Sense, na którym znalazł się nagrany przez nią cover utworu „Psycho Killer”. 9 grudnia 2024 wydała piosenkę „Beautiful That Way”, nagraną na potrzeby filmu The Last Showgirl w reżyserii Gii Coppoli. Otrzymała dzięki niej nominację do Złotego Globa za najlepszą piosenkę.
30 maja 2025 wydała dziewiąty album studyjny, Something Beautiful. 6 czerwca 2025 odbyła się premiera towarzyszącego mu filmu muzycznego Something Beautiful, który napisała i wyreżyserowała wspólnie z Jacobem Bixenmanm i Brendanem Walterem. W tym samym miesiącu był on wyświetlany w kinach podczas pojedynczych seansów.

## Działalność filantropijna
Cyrus zaśpiewała gościnnie w utworach charytatywnych „Just Stand Up!” (2008), „Send It On” (2009), „Everybody Hurts (Helping Haiti)” (2010) i „We Are the World 25 for Haiti” (2010). Współpracowała z kliniką City of Hope National Medical Center w Duarte. Występowała na jej koncertach dobroczynnych w 2008, 2009 i 2012, a także przekazywała na nią po dolarze z każdego sprzedanego biletu na koncerty z tras Best of Both Worlds Tour (2007–2008) i Wonder World Tour (2009). W 2008 z okazji szesnastych urodzin wsparła milionem dolarów organizację Youth Service America. W 2009 wystąpiła na koncercie charytatywnym fundacji Elizabeth Glaser Pediatric AIDS Foundation i przekazała na jej aukcję kilka przedmiotów ze swoimi autografami. Podobnie w 2010 przekazała podpisane przedmioty na aukcję w celu zbiórki pieniędzy dla ofiar trzęsienia ziemi na Haiti. W 2010 rozpoczęła współpracę z organizacją Blessings in a Backpack dostarczającą jedzenie dzieciom w amerykańskich szkołach. W 2011 w ramach współpracy z organizacją Kids Wish Network spotkała się z cierpiącym na rozszczep kręgosłupa fanem. W tym samym roku zachęcała w spocie reklamowym Amerykańskiego Czerwonego Krzyża do wpłat na rzecz ofiar trzęsienia ziemi w Tōhoku. Również w 2011 wydała wspólnie z bratem Tracem Cyrusem kolekcję ubrań, z których cały dochód przekazała na założoną z Youth Service America akcję charytatywną Get Ur Good On.

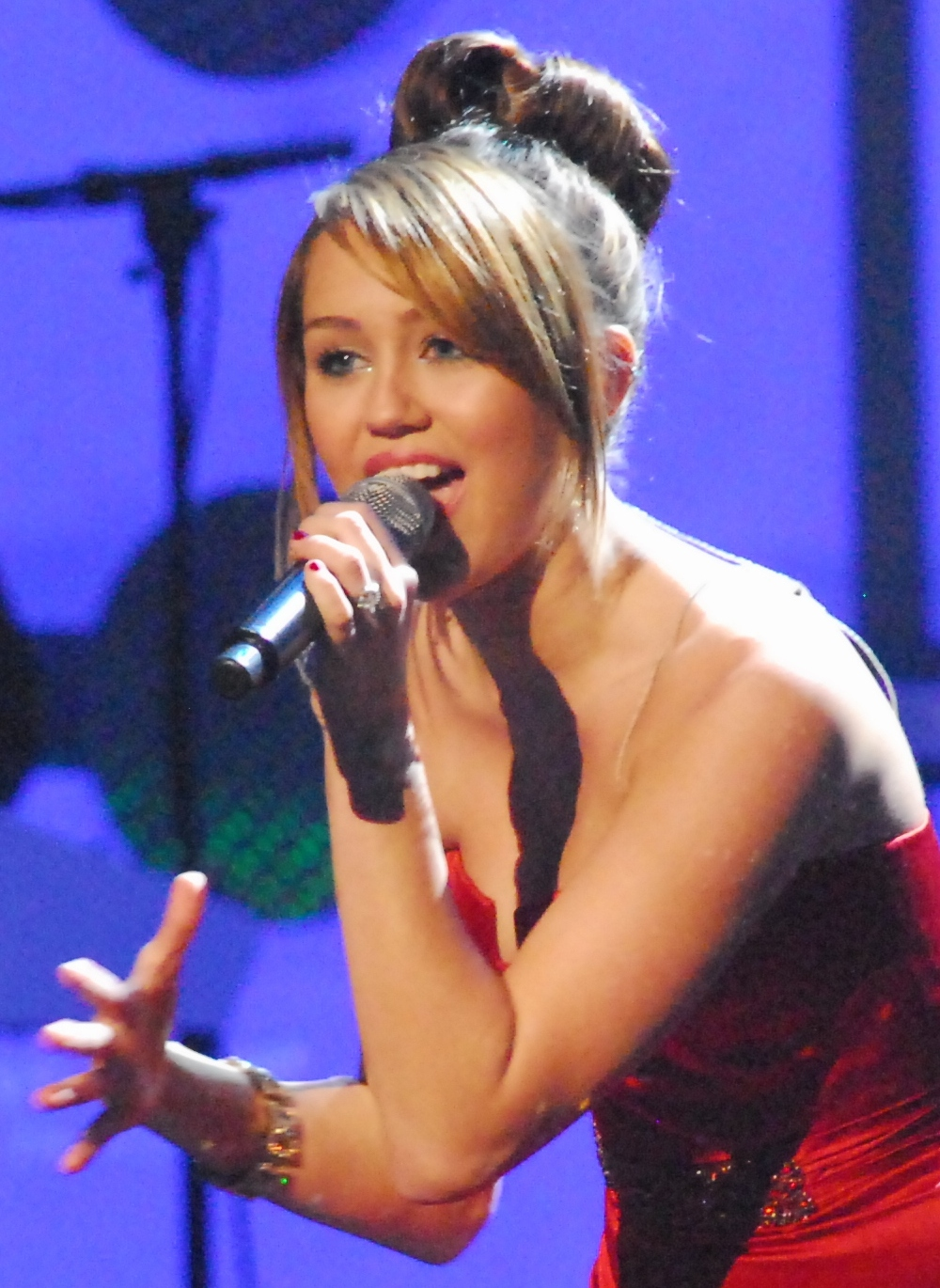
Cyrus podczas koncertu Kids Inaugural: We Are the Future (2009)

W 2012 pojawiła się na albumie charytatywnym Chimes of Freedom: The Songs of Bob Dylan, z którego sprzedaży dochód został przekazany Amnesty International, oraz w spocie kampanii Rock the Vote, gdzie zachęcała młodych Amerykanów do udziału w wyborach prezydenckich. Z okazji dwudziestych urodzin zorganizowała zbiórkę pieniędzy dla wybranych organizacji charytatywnych, za co otrzymała w podziękowaniu od People for the Ethical Treatment of Animals (PETA) świnię Norę. W 2013 wystąpiła w promującym edukację programie telewizyjnym The Real Change Project: Artists for Education, a w 2014 wzięła udział w organizowanym w Białym Domu przyjęciu charytatywnym poświęconym AIDS. W 2014 rozpoczęła publiczne zwracanie uwagi na problem bezdomności, z którym zapoznała się poprzez współpracę z organizacją My Friend’s Place. Podczas gali MTV Video Music Awards 2014 nie odebrała nagrody w kategorii teledysk roku. Zamiast niej na scenie pojawił się 22-letni bezdomny Jesse, który opowiedział o problemie. Po gali Cyrus rozpoczęła wraz z Prizeo zbiórkę pieniędzy na rzecz My Friend’s Place.
W 2015 sygnowała swoim nazwiskiem przygotowaną z MAC Cosmetics szminkę Viva Glam, z której sprzedaży dochód został przekazany na fundację Mac AIDS Fund. W 2017 wzięła udział w koncercie charytatywnym One Love Manchester i przekazała 500 tysięcy dolarów na ofiary huraganu Harvey. W 2019 wystąpiła na zorganizowanym przez Dua Lipę festiwalu Sunny Hill Festival w Prisztinie, z którego dochód został przekazany na fundację Sunny Hill Foundation wspierającą ubogich mieszkańców Kosowa. W 2020 piosenkarka zaangażowała się w pomoc dla pracowników służby zdrowia podczas pandemii COVID-19. W marcu wraz z partnerem Codym Simpsonem przekazała 120 tacos lokalnemu szpitalowi, zaś w kwietniu nawiązała ponowną współpracę z organizacją MAC Cosmetics, która przekazała 10 milionów dolarów ze sprzedaży szminki Viva Glam 250 organizacjom medycznym.

### Happy Hippie Foundation
W maju 2015 Cyrus założyła fundację Happy Hippie Foundation, której celem jest pomoc bezdomnym i społeczności LGBT. Wraz z jej startem zamieściła w serwisie YouTube serię występów Backyard Sessions, zachęcających do wpłat na konto organizacji. Artystka wyznała, że do założenia fundacji zainspirowało ją samobójstwo transpłciowej Leelah Alcorn, umieszczonej przez rodziców na terapii konwersynej.

Logo Happy Hippie Foundation

Przez pierwsze dwa lata działalności Happy Hippie Foundation we współpracy z My Friend’s Place przekazała bezdomnym dzieciom 40 tysiące posiłków, 20 tysięcy przekąsek oraz 40 tysięcy sztuk bielizny, a także zorganizowała dla nich sesje arteterapii i zooterapii. Wraz z Gender Spectrum fundacja zorganizowała grupy wsparcia dla 1,3 tysiąca transpłciowych nastolatków i ich rodzin. We współpracy z MAC AIDS Fund pomogła zakażonym wirusem HIV transpłciowym mieszkańcom Los Angeles i San Francisco znaleźć miejsca do mieszkania i pomoc medyczną. W 2016 wraz z Zebra Coalition zorganizowała wsparcie dla ofiar strzelaniny w klubie nocnym w Orlando. W tym samym roku organizacja przyłączyła się do założonej przez Dolly Parton fundacji My People Fund udzielającej pomocy finansowej ofiarom pożarów lasów w Parku Narodowym Great Smoky Mountains.
W czerwcu 2017 Cyrus wydała z okazji Miesiąca Dumy singel „Inspired”, z którego dochód został przekazany na Happy Hippie Foundation. W tym samym miesiącu nawiązała współpracę z firmą Converse, która wydała serię butów i t-shirtów z motywem tęczy. Dochód z kolekcji został przekazany na Happy Hippie Foundation i It Gets Better. W czerwcu 2018 Cyrus i Converse ponowili współpracę, znów wydając kolekcję z motywem tęczy, z której dochód został przekazany na kilka organizacji wspierających społeczność LGBT, w tym Happy Hippie Foundation. W listopadzie 2018 Cyrus z mężem Liamem Hemsworthem przekazali poprzez Happy Hippie Foundation 500 tysięcy dolarów na organizację Malibu Foundation udzielającą wsparcia dla ofiar pożarów w Kalifornii, w wyniku których sami stracili dom.
Poza działalnością filantropią Happy Hippie Foundation zajmuje się aktywizmem społecznym. W 2015 fundacja rozpoczęła w serwisie Instagram kampanię #InstaPride, w ramach której publikowane były posty dotyczące tożsamości płciowej. We wrześniu 2016 Happy Hippie Foundation, zespół Phantogram i organizacja The Trevor Project zorganizowała w serwisach Instagram, Facebook i Twitter akcję informacyjną na temat zdrowia psychicznego w związku z miesiącem zapobiegania samobójstwom. W listopadzie 2016, po wygranej Donalda Trumpa w wyborach prezydenckich w Stanach Zjednoczonych, Happy Hippie Foundation rozpoczęła w mediach społecznościowych kampanię #HopefulHippies zachęcającą do aktywności w lokalnych społecznościach oraz kształcącą w tematach takich jak prawa LGBT, prawa kobiet i edukacja. Fundacja we współpracy z organizacją DonorsChoose zaczęła organizować projekty i warsztaty w szkołach podstawowych.
W 2024 Cyrus poinformowała o zmianie nazwy fundacji na Miley Cyrus Foundation.

## Charakterystyka muzyczna i inspiracje
Cyrus śpiewa mezzosopranem. Ken Tucker z „Entertainment Weekly” nazywał jej śpiew charakterystycznym i opisał go jako „typowy dla Nashville twang odbijający się od zwarć krtaniowych”. Piosenkarka wyznała, że przez całe życie słyszała komentarze na temat swojego „męskiego” głosu i braku falsetu. W listopadzie 2019 u Cyrus został zdiagnozowany obrzęk Reinkego, w związku z czym artystka przeszła operację fałdów głosowych. Jak przyznała, w konsekwencji jej głos stał się cięższy.
Cyrus wykonuje głównie pop. W jej twórczości znajdują się elementy innych gatunków muzycznych, różnych w zależności od okresu powstania. W utworach z czasu występów w serialu Hannah Montana dominował teen pop z elementami gatunków takich jak pop-rock i bubblegum pop. W nagraniach z lat 2008–2010 Cyrus eksperymentowała ze stylistyką, włączając gatunki takie jak pop punk, electropop, dance-pop czy country pop. Podczas pracy nad albumem Can’t Be Tamed (2010) artystka wyznała, że chce, by było to jej ostatnie popowe wydawnictwo. Po kilkuletniej przerwie wydała album Bangerz (2013), reprezentujący hip-hop, R&B i synth pop. Jej kolejne wydawnictwo, Miley Cyrus & Her Dead Petz, było inspirowane muzyką eksperymentalną i zawiera elementy gatunków takich jak rock psychodeliczny, rock alternatywny, space rock oraz art pop. Cyrus wyznała, że nagrania „są trochę psychodeliczne, ale wciąż w świecie popu”. Na kolejnym albumie, Younger Now (2017), Cyrus dokonała zmiany stylistyki na country popową i pop-rockową. Na minialbumie She Is Coming (2019) powróciła do stylu Bangerz, dodatkowo inkorporując elementy country i trapu. Jej kolejny album, Plastic Hearts (2020), reprezentuje pop-rock z elementami glam rocka i muzyki industrialnej.
Wśród swoich inspiracji muzycznych Cyrus wymieniła Madonnę, Dolly Parton, Lanę Del Rey, Timbalanda, Whitney Houston, Christinę Aguilerę, Joan Jett, Lil Kim, Shanię Twain, Hanson, OneRepublic, Britney Spears i Metallicę.

## Wizerunek medialny i odbiór
W pierwszych latach kariery, podczas emisji serialu Hannah Montana, Cyrus była kreowana na nastoletnią gwiazdę. Badacz literatury dziecięcej Tyler Bickford opisał w eseju dla „Women’s Studies Quarterly” model biznesowy spółki The Walt Disney Company, wiążący Cyrus z filmami, telewizją i muzyką celem wzbudzenia zainteresowania wśród nastoletnich odbiorców. Bickford porównał ją do gwiazd teen popu lat 90., takich jak Britney Spears i N Sync. Craig McLean z dziennika „The Times” nazwał ją największą nastoletnią gwiazdą w historii. W 2008 Cyrus znalazła się na liście Time 100 tygodnika „Time”, zestawiającej 100 najbardziej wpływowych osób na świecie. Magazyn uzasadnił to jej statusem idolki nastolatków, zwracając uwagę na „wizerunek kriogenicznie zamrożony w specyficznym stereotypie”. W tym samym roku tygodnik „People” doniósł, że Cyrus jest najbogatszą nastolatką na świecie, a franczyza oparta na serialu do końca roku ma być warta miliard dolarów.

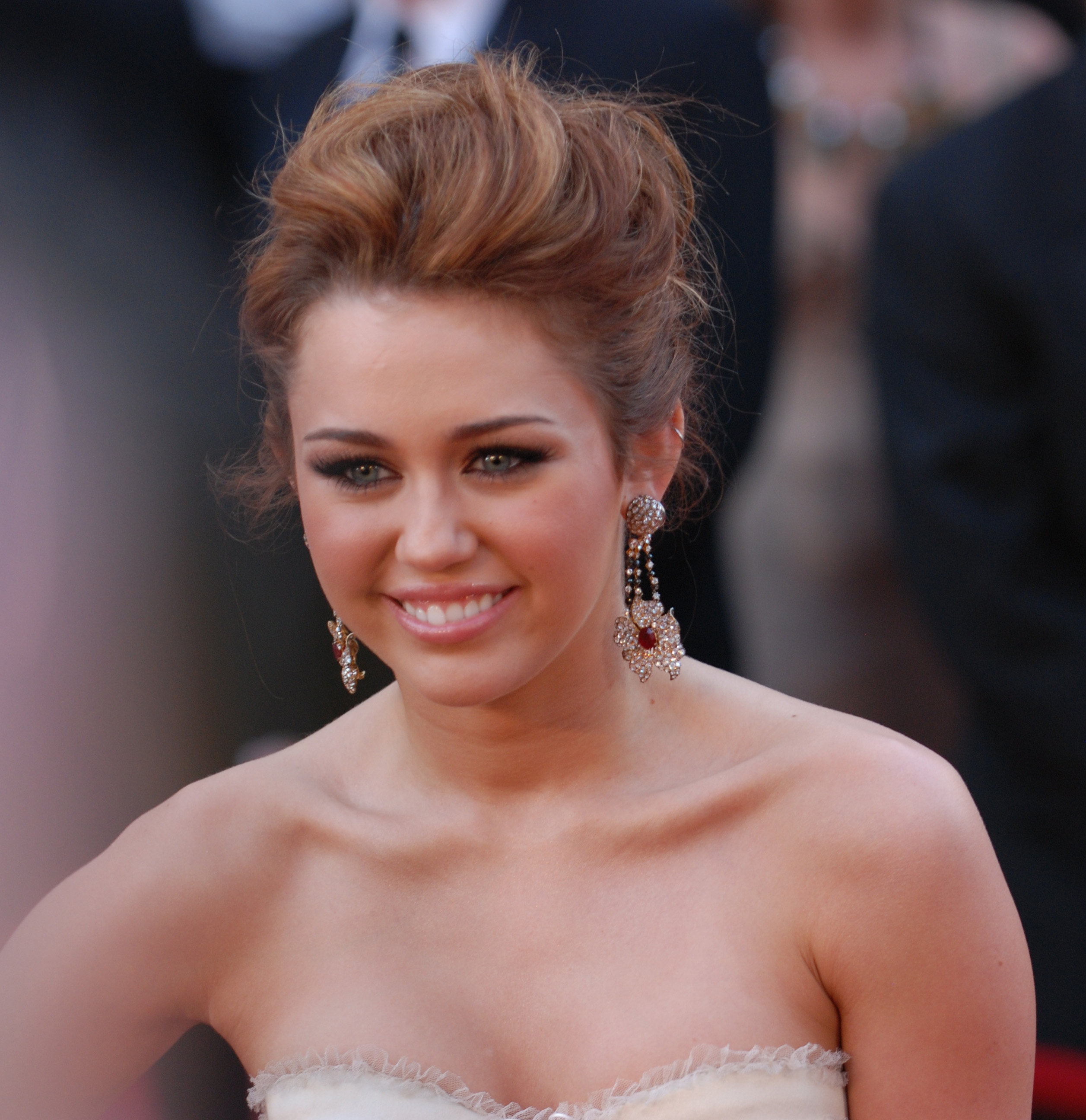
Miley Cyrus na 82. ceremonii wręczenia Oscarów (2010)

Po latach artystka wyznała, że wizerunek, który przybierała na potrzeby serialu, wywołał w niej cielesne zaburzenie dysmorficzne i zaburzenie osobowości. Wspominała: „Od kiedy miałam 11 lat, słyszałam: »Jesteś gwiazdą popu! To znaczy, że musisz być blondynką, mieć długie włosy, nosić brokatowe rzeczy«. Tymczasem byłam kruchą dziewczynką grającą 16-latkę w peruce i z toną makijażu”. Przyznała także, że gdy miała 18 lat, straciła ochotę na wcielanie się w Hannah Montanę: „Gdy uprawiałam seks, myślałam sobie, że już nie mogę nigdy założyć tej peruki. Zrobiło się to już dziwne, czułam, że z tego wyrosłam”. W 2019 wyznała jednak, że choć czuła się jak maskotka Disneya, a nie osoba, nie zmieniłaby nic w swojej dotychczasowej karierze.
W kwietniu 2008 15-letnia Cyrus wzięła udział w sesji zdjęciowej dla magazynu „Vanity Fair”. Na jednej z fotografii autorstwa Annie Leibovitz pozowała owinięta kocem, z odsłonionymi nagimi plecami. W wyniku skandalu medialnego, który wówczas wybuchł, artystka wyraziła poczucie zakłopotania i przeprosiła (choć 10 lat później przeprosiny wycofała). Wskutek wzmożonego zainteresowania w mediach, wartość jej jednego zdjęcia zrobionego przez paparazzi wzrosła z 300 do 2000 dolarów. Kolejny skandal medialny wybuchł po tańcu Cyrus na rurze podczas występu na gali Teen Choice Awards 2009. Wydaniu w 2010 albumu Can’t Be Tamed towarzyszyła zmiana wizerunku artystki na bardziej seksualny, prezentowany między innymi w teledyskach do singli „Can’t Be Tamed” i „Who Owns My Heart”. 17-letnia wówczas Cyrus była krytykowana przez amerykańską organizację Parents Television Council, a pracownicy Radia Disney otrzymali zakaz emitowania jej piosenek i wspominania o niej na antenie (mimo że album został wydany przez podległą Disneyowi wytwórnię Hollywood Records). W grudniu tego samego roku poruszenie medialne wywołał umieszczony w internecie film, na którym Cyrus pali szałwię wieszczą.

Zaprezentowana przez Miley umiejętność transformacji w oczach opinii publicznej, jej śmiałość w obraniu kierunku muzycznego, który był tak sprzeczny ze wszystkim, co dotychczas robiła, a potem nagranie prowokacyjnego teledysku pokazało wielu ludziom – w tym innym artystom – że można tak działać. Wszystko to otworzyło nowy rozdział […]. Dziś wspominam to jako punkt zwrotny w jej ewolucji artystycznej. Tym teledyskiem i tą piosenką zamanifestowała: »Taka dziś jestem«, co dla mnie było jednym z najodważniejszych ruchów, jakie ten przemysł widział od dłuższego czasu

Dalsza ewolucja wizerunku Cyrus nastąpiła w 2013, wraz z wydaniem albumu Bangerz. Jej występ na gali MTV Video Music Awards 2013 był szeroko komentowany w mediach ze względu na skąpy strój, twerking i ocieranie się o krocze Robina Thicke. Organizacja Parents Television Council wezwała rodziców do niepozwalania dzieciom oglądać Hannah Montany oraz wyraziła opinię, że Disney powinien zakończyć działania związane z serialem (na przykład emisję powtórkową odcinków). Dziennikarz magazynu „Glamour” nazwał ten okres czasem dorastania Cyrus, porównując ją do Britney Spears i Christiny Aguilery, które także szokowały część opinii publicznej zmieniając wizerunek przy okazji albumów Britney (2001) i Stripped (2002). Dziennikarz magazynu „Vice” nazwał Cyrus „największą aktualnie gwiazdą punk rocka”. Na koniec 2013 telewizja MTV przyznała jej tytuł artysty roku, zaś tygodnik „Time” umieścił ją – jako jedyną osobę ze świata rozrywki – w dziesiątce finalistów, rozważanych do tytułu Człowieka Roku. Ponadto piosenkarka była najczęściej wyszukiwaną osobą roku w wyszukiwarce Google. W 2019 promujący Bangerz singel „We Can’t Stop” znalazł się na przygotowanej przez magazyn „Billboard” liście piosenek, które ukształtowały dekadę 2010–2019.
W 2014 nowojorska uczelnia Skidmore College uruchomiła kurs „Socjologia Miley Cyrus: rasa, klasa, płeć i media”, wykorzystujący Cyrus jako „obiektyw do odkrywania socjologicznego postrzegania tożsamości, rozrywki, mediów i sławy”. W 2015 Rebecca Nicholson z magazynu „The Guardian” nazwała Cyrus „Madonną tego pokolenia”. Zwróciła uwagę, że jej seksualny wizerunek – podobnie jak Madonny w latach 90. – „jest celowo prowokacyjny i, co najważniejsze, nie podawany celem męskiej konsumpcji”. W 2022 artystka znalazła się na przygotowanej przez magazyn „Forbes” jubileuszowej liście Forbes 30 Under 30 najbardziej wpływowych osób, które nie ukończyły 30 lat.

## Życie prywatne

### Seksualność i związki
W 2015 Cyrus wyznała w wywiadzie, że identyfikuje się jako osoba genderfluid oraz nie lubi dzielenia ludzi na mężczyzn i kobiety. Używa jednak damskich zaimków, a w 2019 wyznała, że „ona” jest jej najbardziej pewną siebie wersją. W 2015 zdradziła, że jest otwarta na wszelkie aktywności seksualne, w których nie biorą udziału zwierzęta i niepełnoletni, a w wieku 14 lat po raz pierwszy oznajmiła matce, że czuje pociąg romantyczny do kobiet.

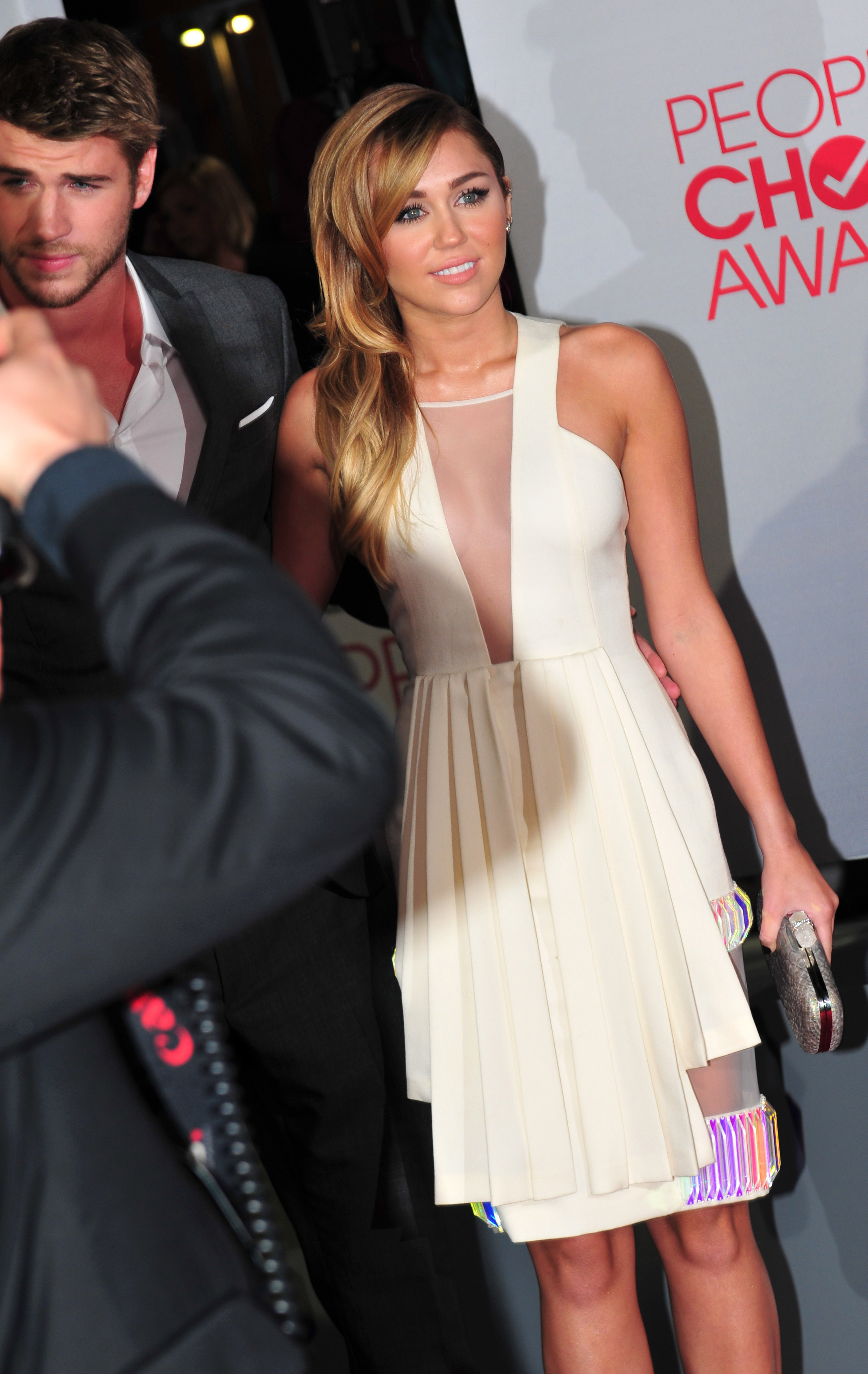
Cyrus z partnerem, Liamem Hemsworthem, podczas gali rozdania People’s Choice Awards (2012)

W czerwcu 2006 Cyrus rozpoczęła związek z Nickiem Jonasem, członkiem zespołu Jonas Brothers i gwiazdorem Disney Channel, który trwał do grudnia 2007 . Od września 2008 do czerwca 2009 partnerem artystki był model i piosenkarz Justin Gaston. Latem 2009 Cyrus rozpoczęła związek, nie związek z aktorem Liamem Hemsworthem, z którym kręciła wówczas film Ostatnia piosenka. 31 maja 2012 para się zaręczyła, zaś we wrześniu 2013 rozstała. Następnie Cyrus była w związkach z aktorem Patrickiem Schwarzeneggerem (od października 2014 do kwietnia 2015) i modelką Stellą Maxwell (latem 2015). W styczniu 2016 w mediach pojawiły się pogłoski o ponownym związku artystki z Hemsworthem, które aktor potwierdził w maju. W październiku 2016 Cyrus zdradziła w wywiadzie, że są ponownie zaręczeni. 23 grudnia 2018 para wzięła ślub w swoim domu w Nashville. Artystka zmieniła nazwisko na Hemsworth, choć w sprawach związanych z karierą wciąż występowała jako Cyrus. 10 sierpnia 2019 piosenkarka ogłosiła separację, a 21 sierpnia 2019 Hemsworth złożył pozew o rozwód z powodu różnic nie do pogodzenia. 28 stycznia 2020 rozwód został sfinalizowany. W sierpniu i wrześniu 2019 Cyrus była w związku z Kaitlynn Carter, zaś od października 2019 do sierpnia 2020 z piosenkarzem Codym Simpsonem. Od 2021 jej partnerem jest perkusista zespołu Liily, Maxx Morando.

### Wiara i zwyczaje
Cyrus została wychowana jako chrześcijanka, a w 2005 przyjęła chrzest w Południowej Konwencji Baptystycznej. Jeszcze jako młoda dorosła wyznawała chrześcijaństwo i określała wiarę jako ważną dla niej sprawę. W 2020 wyznała, że odeszła z Kościoła ze względu na jego brak akceptacji dla osób homoseksualnych i wysyłanie ich na terapie konwersyjne.
W 2013 Cyrus rozpoczęła restrykcyjną dietę wegańską, którą w 2019 zmieniła na peskatariańską. Artystka wyznała, że choć rozpoczęcie spożycia ryb było dla niej przerażające, to w okresie weganizmu jej organizm nie funkcjonował poprawnie i czuła się pusta.
Cyrus wypowiada się otwarcie o korzystaniu z narkotyków. W 2013 opowiedziała w wywiadzie o swoim zamiłowaniu do marihuany i ecstasy. W tym samym roku zapaliła jointa na scenie w hali Ziggo Dome w Amsterdamie, odbierając nagrodę w trakcie gali Europejskich Nagród Muzycznych MTV 2013. W 2017 artystka wyznała, że zrezygnowała z marihuany i napojów alkoholowych, by móc wypowiadać się przejrzyście na temat promowanego właśnie albumu Younger Now. W 2018 znów zaczęła palić marihuanę, jednak nie w trakcie pracy. W 2019, po operacji strun głosowych, Cyrus ponownie zrezygnowała z palenia ze względu na jego negatywny wpływ na śpiew.

## Nagrody i nominacje
Jest laureatką między innymi trzech Grammy, Brit, trzech MTV Video Music Awards, dwóch Europejskich Nagród Muzycznych MTV, pięciu Billboard Music Awards, Young Artist Award, MTV Movie Award, People’s Choice Award, Bambi, dwóch NRJ Music Awards, sześciu Nickelodeon Kids’ Choice Awards i 18 Teen Choice Awards. Ponadto otrzymała po dwie nominacje do Złotych Globów, Critics’ Choice Movie Awards, American Music Awards i ARIA Music Awards. W 2024 przedsiębiorstwo The Walt Disney Company przyznało jej honorową nagrodę Disney Legend.

## Dyskografia
| Albumy studyjne - Meet Miley Cyrus (2007) - Breakout (2008) - Can’t Be Tamed (2010) - Bangerz (2013) - Miley Cyrus & Her Dead Petz (2015) - Younger Now (2017) - Plastic Hearts (2020) - Endless Summer Vacation (2023) - Something Beautiful (2025) | Minialbumy - The Time of Our Lives (2009) - She Is Coming (2019) Ścieżki dźwiękowe - Hannah Montana: The Movie (2009) Albumy koncertowe - Best of Both Worlds Concert (2008) - Attention: Miley Live (2022) |

## Trasy koncertowe
- The Party’s Just Begun Tour(inne języki) (2006; jako support dla Cheetah Girls)[23]
- Best of Both Worlds Tour (2007–2008)[33]
- Wonder World Tour (2009)[57]
- Gypsy Heart Tour (2011)[76]
- Bangerz Tour (2014)[113]
- Milky Milky Milk Tour(inne języki) (2015)[124]
- Attention Tour(inne języki) (2022)[174]

## Filmografia
|   | Oczekuje na premierę          |
| A | Aktorka / występ w dokumencie |
| R | Reżyserka                     |
| W | Producentka wykonawcza        |

### Produkcje fabularne

#### Filmy
| Rok  | Tytuł                                   | Profesje | Profesje | Rola                              | Dodatkowe informacje         | Źr.     |
| Rok  | Tytuł                                   | A        | R        | Rola                              | Dodatkowe informacje         | Źr.     |
| ---- | --------------------------------------- | -------- | -------- | --------------------------------- | ---------------------------- | ------- |
| 2003 | Duża ryba                               | Tak      |          | Ruthie (lat 8)                    |                              | [ 12 ]  |
| 2007 | High School Musical 2                   | Tak      |          | dziewczyna przy basenie           | film telewizyjny; rola cameo | [ 30 ]  |
| 2008 | Piorun                                  | Tak      |          | Penny                             | dubbing                      | [ 44 ]  |
| 2009 | Hannah Montana: Film                    | Tak      |          | Miley Stewart / Hannah Montana    |                              | [ 47 ]  |
| 2010 | Ostatnia piosenka                       | Tak      |          | Veronica „Ronnie” Miller          |                              | [ 61 ]  |
| 2010 | Seks w wielkim mieście 2                | Tak      |          | ona sama                          | rola cameo                   | [ 65 ]  |
| 2012 | LOL                                     | Tak      |          | Lola Williams                     |                              | [ 78 ]  |
| 2012 | Tajna agentka                           | Tak      |          | Molly Morris / Brooke Stonebridge |                              | [ 79 ]  |
| 2015 | Cicha noc                               | Tak      |          | ona sama                          | rola cameo                   | [ 125 ] |
| 2015 | A Very Murray Christmas                 | Tak      |          | ona sama                          | rola cameo                   | [ 126 ] |
| 2017 | Strażnicy Galaktyki vol. 2              | Tak      |          | Mainframe                         | tylko głos; rola cameo       | [ 133 ] |
| 2022 | Dolly Parton’s Mountain Magic Christmas | Tak      |          | ona sama                          | film telewizyjny             | [ 176 ] |
| 2024 | Żegnajcie laleczki                      | Tak      |          | Tiffany Plastercaster             | rola cameo                   | [ 196 ] |
| 2025 | Something Beautiful                     | Tak      | Tak      | —                                 |                              | [ 206 ] |

#### Seriale telewizyjne
| Rok        | Tytuł                            | Rola                           | Dodatkowe informacje                         | Źr.     |
| ---------- | -------------------------------- | ------------------------------ | -------------------------------------------- | ------- |
| 2001, 2003 | Doc                              | Kylie                          | 3 odcinki                                    | [ 5 ]   |
| 2006–2011  | Hannah Montana                   | Miley Stewart / Hannah Montana | 98 odcinków                                  | [ 344 ] |
| 2006       | Nie ma to jak hotel              | Miley Stewart / Hannah Montana | odcinek „Nie ma to jak świat Hannah Montany” | [ 345 ] |
| 2007       | Nowa szkoła króla                | Yata                           | dubbing; 3 odcinki                           | [ 346 ] |
| 2007       | Wymiennicy                       | gwiazda                        | dubbing; odcinek „Dziewczyna dla brzydala”   | [ 346 ] |
| 2009       | Suite Life: Nie ma to jak statek | Miley Stewart / Hannah Montana | odcinek „Podwójne starcie”                   | [ 347 ] |
| 2012       | Dwóch i pół                      | Missi                          | 2 odcinki                                    | [ 82 ]  |
| 2014       | Stone Quackers                   | gołąb na deskorolce            | dubbing; odcinek „A Farewell to Kings”       | [ 348 ] |
| 2016       | Crisis in Six Scenes             | Lennie Dale                    | miniserial (5 odcinków)                      | [ 130 ] |
| 2019       | Czarne lustro                    | Ashley O / Ashley Too          | odcinek „Rachel, Jack i Ashley Too”          | [ 153 ] |
| 2023       | Zasoby ludzkie                   | Van                            | dubbing; 5 odcinków                          | [ 192 ] |

### Filmy dokumentalne i koncertowe
| Rok  | Tytuł                                                     | Profesje | Profesje | Źr.     |
| Rok  | Tytuł                                                     | A        | W        | Źr.     |
| ---- | --------------------------------------------------------- | -------- | -------- | ------- |
| 2008 | Hannah Montana & Miley Cyrus: Best of Both Worlds Concert | Tak      |          | [ 38 ]  |
| 2010 | Miley Cyrus: Live from London                             | Tak      |          | [ 69 ]  |
| 2011 | Justin Bieber: Never Say Never                            | Tak      |          | [ 349 ] |
| 2013 | Miley: The Movement                                       | Tak      | Tak      | [ 101 ] |
| 2014 | Miley Cyrus: Bangerz Tour                                 | Tak      | Tak      | [ 350 ] |
| 2015 | Jeremy Scott: The People’s Designer                       | Tak      |          | [ 351 ] |
| 2018 | Bad Reputation                                            | Tak      |          | [ 352 ] |
| 2021 | Miley Cyrus Presents Stand by You                         | Tak      |          | [ 169 ] |
| 2023 | Miley Cyrus – Endless Summer Vacation (Backyard Sessions) | Tak      | Tak      | [ 353 ] |
| 2025 | Ladies & Gentlemen… 50 Years of SNL Music                 | Tak      |          | [ 354 ] |

### Wyreżyserowane teledyski
| Rok  | Tytuł                                                         | Dodatkowe informacje               | Źr.     |
| ---- | ------------------------------------------------------------- | ---------------------------------- | ------- |
| 2015 | „Lighter”                                                     | wyreżyserowany z Wayne’em Coyne’em | [ 355 ] |
| 2015 | „BB Talk”                                                     | wyreżyserowane z Diane Martel      | [ 356 ] |
| 2017 | „Malibu”                                                      | wyreżyserowane z Diane Martel      | [ 357 ] |
| 2017 | „Younger Now”                                                 | wyreżyserowane z Diane Martel      | [ 358 ] |
| 2020 | „Midnight Sky”                                                |                                    | [ 359 ] |
| 2020 | „Who Owns My Heart” (wersja iHeartRadio Festival 2020 Visual) | wyreżyserowany z Vijatem Mohindrą  | [ 360 ] |
| 2020 | „Prisoner” (gościnnie: Dua Lipa)                              | wyreżyserowane z Alaną O’Herlihy   | [ 361 ] |
| 2021 | „Angels Like You”                                             | wyreżyserowane z Alaną O’Herlihy   | [ 362 ] |
| 2021 | „Without You” (z The Kid Laroi)                               |                                    | [ 363 ] |